# Goroka
Goroka – miasto w Papui-Nowej Gwinei; 23 tys. mieszkańców (2011). Ośrodek przemysłowy. Stolica prowincji Eastern Highlands.